# Charlie Batch
Charlie D'Donte Batch (født 5. december 1974 i Homestead, Pennsylvania, USA) er en tidligere professionel amerikansk fodbold-spiller fra USA, der spillede som quarterback for henholdsvis Detroit Lions og Pittsburgh Steelers. Han stoppede karrieren i 2012, efter 11 sæsoner hos Steelers.
Med Steelers har Batch været med til at vinde både Super Bowl XL og Super Bowl XLIII. Ved begge lejligheder har han dog fungeret som reserve for den startende quarterback, Ben Roethlisberger.